# 3-dimetilaminopropilamina
La 3-dimetilaminopropilamina, también llamada N',N'-dimetilpropano-1,3-diamina, 3-(dimetilamino)-1-propilamina y DMAPA, es una poliamina de fórmula molecular C5H14N2.
Tiene dos grupos amino, uno primario y otro terciario, este último unido a dos grupos metilo además de a la cadena principal.

## Propiedades físicas y químicas
La 3-dimetilaminopropilamina es un líquido incoloro que, al igual que la mayor parte de las aminas, tiene olor amoniacal.
Hierve a 127 °C —133 °C según otras fuentes— y solidifica a aproximadamente -70 °C.
Es un líquido soluble tanto en agua como en compuestos orgánicos; el valor del logaritmo de su coeficiente de reparto, logP = -0,29, indica que es más soluble en disolventes hidrófilos que en disolventes hidrófobos como el 1-octanol.
Tiene una densidad de 0,818 g/cm³ y, en fase gasesoa, es 3,5 veces más denso que el aire.
La 3-dimetilaminopropilamina es un compuesto básico que neutraliza ácidos en las reacciones exotérmicas para formar sales y agua. Puede ser incompatible con isocianatos —véase más abajo—, compuestos orgánicos halogenados, peróxidos, fenoles (ácidos), epóxidos y haluros ácidos.
Reacciona con 1,2-dicloroetano generando acetileno, con el consiguiente peligro de explosión.

## Síntesis
Se puede obtener la 3-dimetilaminopropilamina por hidrogenación del 2-(dimetilamino)propanonitrilo a bajas presiones y en presencia de un catalizador de níquel o cobalto. En el proceso, que se realiza a una temperatura de 70 - 100 °C, se incorpora un hidróxido cáustico.
Otra manera de sintetizar esta diamina es haciendo reaccionar dimetilamina y acroleína.

## Usos
Entre los usos industriales de la 3-dimetilaminopropilamina cabe destacar el de inhibidor de la corrosión, suavizador de agua, materia consumible o aditivo para combustibles.
Se emplea también en la elaboración de algunos tensoactivos como la cocamidopropil betaína (CAPB), ingrediente de muchos jabones, champús y cosméticos; se ha descubierto que aquellas personas que son alérgicas a la cocamidopropil betaína son sensibles a la 3-dimetilaminopropilamina, que persiste como impureza en los productos que se comercializan como cosméticos.
Asimismo, esta diamina se utiliza en la fabricación de EDC (1-etil-3-(3-dimetilaminopropil)carbodiimida). Este compuesto se usa como agente activante de grupos carboxilos para el acople de aminas primarias que conduzcan a enlaces amida. Para su síntesis, se acopla la 3-dimetilaminopropilamina con isocianato de etilo para producir una urea, a lo que sigue una deshidratación:
La 3-dimetilaminopropilamina es el producto inicial en la producción de agentes floculantes —mediante su conversión a metacrilamida—, pinturas para la señalización de carreteras y poliuretanos.
También se ha sugerido su uso —como sal de amonio cuaternaria— para controlar el contenido de asfalteno en el fluido petrolífero, ya que este compuesto puede ocasionar oclusiones y obstrucciones en el sistema de producción y almacenamiento del petróleo.

## Precauciones
Este compuesto es corrosivo, pudiendo producir quemaduras en piel y ojos.
Además es un líquido muy inflamable que al arder emite emanaciones irritantes y nocivas; igualmente, cuando se calienta hasta su descomposición despide humos tóxicos entre los que se encuentran óxidos de nitrógeno.